# Colin Pütz
Colin Alexander Pütz (* 10. Juni 2007 in Bergisch Gladbach) ist ein deutscher Nachwuchspianist. Daneben übernahm er 2020 im Fernsehfilm Louis van Beethoven die Rolle Ludwig van Beethovens als Kind und spielte die im Film gezeigten Frühwerke Beethovens auf historischen Instrumenten wie Clavichord, Cembalo, Orgel und Hammerklavier selbst live ein.

## Biographie
Pütz begann nach eigenen Angaben im Alter von vier Jahren mit dem Klavierspielen. Seit Oktober 2017 ist er als Jungstudent am Pre College der Hochschule für Musik und Tanz Köln unter Florence Millet eingeschrieben. Ergänzt wurde seine bisherige Ausbildung durch Meisterkurse mit Pavel Gililov, Jacques Rouvier, Antti Siirala, Matthias Kirschnereit, Yuri Bogdanov, Vincenzo Balzani, Claudius Tanski und Dmitri Alexeev. Er gewann schon in jungen Jahren mehrere Auszeichnungen, darunter mehrfach bei Regional-, Landes- und Bundeswettbewerben von Jugend musiziert, beim Internationalen Henle Klavierwettbewerb, Westfälischen van Bremen Klavierwettbewerb, Internationalen César Franck Klavierwettbewerb Brüssel und Internationalen Wettbewerb für junge Pianisten Carl Maria von Weber Dresden. 2025 wurde ihm der renommierten Schweizer Klavierpreis Prix Serdang verliehen.
Zu seinen ersten öffentlichen Konzertauftritten gehörte das Beethovenfest in Bonn, bei dem er in den Jahren 2015 bis 2017 Klaviersonaten aufführte.
Sein Debüt als Solist mit Orchester gab er am 26. August 2017 im Erholungshaus in Leverkusen mit Mozarts 12. Klavierkonzert in A-Dur. Es folgten weitere regelmäßige Auftritte mit Orchester bei den Frühlingsspitzen-Konzerten der Rotary Clubs Köln-Kapitol und Köln-Kastell in Kooperation mit dem Pre College Cologne seit 2018. Dabei spielte er u. a. zusammen mit der Neuen Philharmonie Westfalen, dem WDR Sinfonieorchester und den Bergischen Symphonikern. Im September 2020 trat Pütz als Pianist mit dem Beethoven Orchester Bonn unter Dirk Kaftan auf und spielte im Rondo B-Dur, WoO 6, von Ludwig van Beethoven drei selbst komponierte Kadenzen. Im Juli 2022 trat Pütz mit der Jenaer Philharmonie beim Abschlusskonzert der 62. Weimarer Meisterkurse auf.
Im September 2021 spielte er in Évian-les-Bains mit dem Orchestre National de France unter Cristian Măcelaru das Klavierkonzert Nr. 2 f-moll, op. 21, von Frédéric Chopin und im November 2022 in Bukarest zusammen mit der Filarmonica George Enescu, ebenfalls unter Măcelaru, das Klavierkonzert Nr. 21 C-Dur, KV 467, von Wolfgang Amadeus Mozart.
Solo-Auftritte hatte Pütz beim Festival Pro Constantia in Bad Honnef (Ausstrahlung bei Deutschlandfunk Kultur), bei der Verleihung des Europäischen Kulturpreises, beim Bonner Beethovenfest, beim Klavierfestival Ruhr und in der Philharmonie Köln.